# Jonathan Caicedo
Pour les articles homonymes, voir Caicedo.
Caicedo  Cepeda est un nom espagnol. Le premier nom de famille, en général paternel, est Caicedo ; le second, en général maternel, souvent omis, est Cepeda.
Jonathan Kléver Caicedo Cepeda, né le 28 avril 1993 à Santa Martha de Cuba, est un coureur cycliste équatorien. Champion panaméricain sur route en 2016, il a également remporté une étape du Tour d'Italie 2020.

## Biographie
Jonathan Caicedo est né à Santa Martha de Cuba, dans la province de Carchi, une commune de haute montagne située à environ 2900 mètres d'altitude, non loin de la ville natale de Richard Carapaz, qui a remporté le Tour d'Italie en 2019. Il courent ensemble dans l'équipe Strongman jusqu'à la mi-saison 2016. Il vient d'une famille d'agriculteurs et aide sa famille à la ferme durant son enfance. Après avoir terminé ses études secondaires en agronomie, il quitte ses études pour le cyclisme.
Il commence le cyclisme à 15 ans et a fait ses débuts avec l'équipe de l'Équateur à 20 ans. Son entraîneur est Paulo Caicedo, vainqueur du Tour de l'Équateur en 1987. Au début de sa carrière sportive, il connait principalement le succès en Amérique latine. En 2015, il devient champion d'Équateur du contre-la-montre. Lors de la première étape du Tour de Colombie espoirs, il devance notamment Fernando Gaviria. L'année suivante, il est champion panaméricain sur route et remporte une étape du Tour du Costa Rica.
Lors de la saison 2018, avec l'équipe Medellín, il se révèle sur des compétitions européennes, telles que le Tour des Asturies, où il se classe deuxième du classement général derrière son compatriote Richard Carapaz, ainsi que le Tour de la communauté de Madrid qu'il termine troisième. En août, il devient le premier équatorien et le cinquième étranger à remporter le Tour de Colombie.
En 2019, il rejoint le World Tour au sein de l'équipe américaine EF Education First-Drapac. Au début de l'été, il s'adjuge les titres de champion d'Équateur du contre-la-montre et sur la course en ligne. Il dispute son premier grand tour avec le Tour d'Italie, qu'il termine à la 108e place au général. En 2020, il remporte le contre-la-montre par équipes du Tour Colombia et porte le maillot de leader pendant trois jours, pour finalement se classer troisième du général. Lors du Tour d'Italie, après une échappée, il remporte la troisième étape au sommet de l'Etna et se classe dans le même temps que le maillot rose João Almeida. Il quitte l'équipe, devenue EF Education-EasyPost, en fin d'année 2023.

## Palmarès sur route

### Par années
- 2015
  -  Champion d'Équateur du contre-la-montre
  - Clásica de la Policía :
    - Classement général
    - 1re étape

  - 1re étape du Tour de Colombie espoirs
  - Clásica Ciudad de Soacha :
    - Classement génétral
    - 3e étape

  - 1re et 5e étapes de la Vuelta al Putumayo
  - 3e du championnat d'Équateur sur route
- 2016
  -  Champion panaméricain sur route
  - Clásica Ciudad de Soacha :
    - Classement génétral
    - 2e et 4e étapes

  - Tour La Libertad :
    - Classement général
    - 1re (contre-la-montre) et 2e étapes

  - 12e étape du Tour du Costa Rica
- 2017
  - Vuelta Binacional a Ecuador :
    - Classement général
    - 1re étape

  - 1re étape de la Vuelta a Nariño
  - 4e étape du Clásico RCN
- 2018
  - 5e étape de la Vuelta al Valle del Cauca
  - Classement général du Tour de Colombie
  - 4e étape du Tour de l'Équateur
  - 2e de la Vuelta al Valle del Cauca
  - 2e du Tour des Asturies
  - 3e du Tour de la communauté de Madrid
- 2019
  -  Champion d'Équateur sur route
  -  Champion d'Équateur du contre-la-montre
  - Clásica International de Tulcán
- 2020
  - 1re étape du Tour Colombia (contre-la-montre par équipes)
  - 3e étape du Tour d'Italie
  - 3e du Tour Colombia
- 2022
  - 3e du championnat d'Équateur sur route
- 2023
  -  Champion d'Équateur du contre-la-montre
- 2024
  - Tour du Táchira : 
    - Classement général
    - 4e étape

  - Vuelta Bantrab : 
    - Classement général
    - 2e et 4e étapes

  - 4e étape du Sibiu Cycling Tour
  - 3e du Tour Colombia

### Résultats sur les grands tours

#### Tour d'Italie
5 participations
- 2019 : 108e
- 2020 : 65e, vainqueur de la 3e étape
- 2021 : abandon (11e étape)
- 2022 : non-partant (16e étape)
- 2023 : non-partant (11e étape)

#### Tour d'Espagne
3 participations
- 2021 : non-partant (15e étape)
- 2022 : 69e
- 2023 : 47e

### Classements mondiaux
| Année                                 | 2015 | 2016 | 2017  | 2018 | 2019 | 2020 | 2021  | 2022 | 2023 | 2024 |
| ------------------------------------- | ---- | ---- | ----- | ---- | ---- | ---- | ----- | ---- | ---- | ---- |
| Classement mondial                    |      | 287e | 1385e | 388e | 347e | 211e | 1415e | 538e | 373e | 289e |
| UCI Europe Tour                       | nc   | nc   | 1651e | 272e |      |      |       |      |      |      |
| UCI America Tour                      | 131e | 12e  | 150e  | 128e | 33e  | 16e  | 223e  | 47e  | 35e  | 31e  |
|                                       |      |      |       |      |      |      |       |      |      |      |
| Légende : nc = non classéSource : UCI |      |      |       |      |      |      |       |      |      |      |